# 황지웅
황지웅(1989년 4월 30일 ~ )은 대한민국의 축구 선수이며 포지션은 공격수이다. 현재 경주 한국수력원자력에서 활약하고 있다. 2013년 황명규에서 현재의 이름으로 개명하였다.

## 축구인 경력

### 선수 경력
2012년 대전 시티즌에 입단하여 리그 20경기에 출전하였으나 큰 활약을 보이지 못하였고 2013 시즌 개막전 출전 후 시즌 말미까지 경기에 출전하지 못하였다. 하지만 시즌 막바지 다시 기회를 잡기 시작하여 11월 3일 대구 FC와의 경기에서 득점을 기록한데 이어 6일 뒤 강원 FC를 상대로도 골을 성공시키며 활약하였지만 팀의 강등을 막지는 못하였다. 다만 2014 시즌부터 주전으로 기용되었고, 팀의 승격에 크게 기여하였다. 2015년 팀내 최장수잔류자로 준수한 활약을 보였지만, 팀의 재강등을 막지 못했고, 2015 시즌을 끝으로 군 복무를 위해 안산 무궁화 축구단에 입단하였다.

## 수상

### 클럽

#### 대전 시티즌
- K리그 챌린지
  - 우승 1회 : 2014

#### 안산 무궁화 FC
- K리그 챌린지
  - 우승 1회 : 2016